# María Teresa Pelegrí i Marimón
María Teresa Pelegrí i Marimón  (Barcelona, 1907 - 1996) fue una compositora española.

## Biografía
María Teresa Pelegrí i Marimón nació en Barcelona. Estudió piano durante su infancia y juventud, a pesar de que su familia era ajena al mundo de la música. Cuando contrajo matrimonio, dejó a un lado su actividad musical que sólo reanudó veinte años después. Entonces retomó los estudios de piano con Joan Gibert Camins y Carles Pellicer i Boulanger; y completó su formación, estudiando armonía, contrapunto y fuga con Josep Poch i Garriga y composición con Josep Soler. También dio clases de Introducción a la música con Carles Guinovart.Fue entonces, cuando centró su interés en la Segunda Escuela de Viena. Fue miembro de la Associació Catalana de Compositors.
Además de la ópera Herodes und Marianne (1979), también compuso obras para orquesta, banda, orquesta de cámara, conjunto instrumental, piano solo, voz y piano y música religiosa. En 1977 ganó el Premio Ciudad de Barcelona de música por Tres peces per a orquestra, estrenadas por la Orquesta Ciudad de Barcelona, bajo la dirección de Joan Guinjoan, el 1 de abril de 1978 y grabadas por Antoni Besses en 1984. De la citada ópera inèdita Herodes und Mariamne, basada en la tragèdia original de Friedrich Hebbel, sólo se estrenaron dos fragmentos en el Palacio de la Música Catalana durante abril de 1981.
Su obra Dos piezas para piano se incluyó en Llibre per a piano. (Barcelona: Associació Catalana de Compositors, 1980)
Murió en Barcelona en 1996. Poco después, su antiguo profesor Josep Soler donó a la Biblioteca de Catalunya el fondo documental Teresa Pelegrí, formado por un buen número de partituras.

## Obras[1][6][2][7]
- Agustiniana (1989)
- Concierto  para violín y orquesta (1986)
- Contrastes para orquesta
- [Primer] Cuarteto de cuerda (1974-1978)
- Segundo Cuarteto de cuerda (1984)
- Tercer Cuarteto de cuerda (1984)
- Cuarteto para música XXI (1979)
- Diálogos para orquesta (1986)
- Duetto para violonchelo y piano
- Fantasía para un teclado
- Fantasia para cuarteto (1988)
- Herodes und Mariamne (1979-1983), òpera en dos actos según textos de la tragedia de Friedrich Hebbel[8]
- 4 ideas en Cien Compases (1976)
- Dos impromptus (1978)
- Indivisus (1980)
- Infant Joy ; Spring (1976), sobre textos de William Blake
- Memento (1978)
- Movimiento sinfónico (1986)
- Música para piano, contrabajo y percusión (1977)
- Música per a Viola i Piano
- Passacaglia (1985)
- Pater noster (1976)
- Pieza para clarinete (1977)
- Dos piezas para viola y cinco instrumentos (1978)
- Tres piezas para orquesta (1976)
- Tres piezas para piano (1979)
- Siete piezas para pequeña orquesta (1986)
- Poema trágico (1978), inspirado en La casa de Bernarda Alba de Federico García Lorca
- Praeludium für marimba (1978)
- Praeludium und Tiento (1975)
- 4 Chansons sentimentales (1975): Le coucher du soleil romantique, sobre texto de Charles Baudelaire; L'heure exquise, de Paul Verlaine; Autome [sic, per Automne], de Guillaume Apollinaire; Saisir, de Jules Supervielle
- Requiem (1976)
- Sexteto para cuerda y piano (1985)
- Sinfonieta (1986)
- Solo para vibráfono (1989)
- Suite para piano (1986)
- Trío para clarinete, violín y piano (1976)
- Tríptico (1985)
- Tríptico celeste (1977)
- Variaciones para orquesta (1975)
- Wind und percussion (1981)

Otras obras que constan en la Sociedad General de Autores y Editores son las siguientes:
- Música para seis
- Calor de juventud
- Juguetes
- Esclava fiel